# 国事行為臨時代行

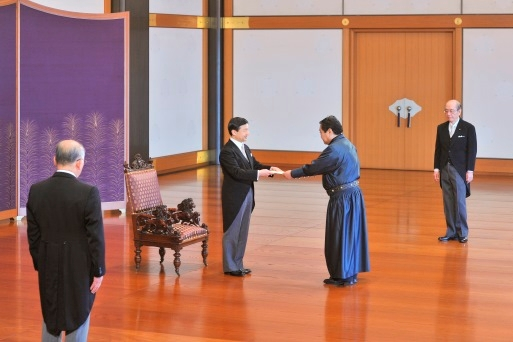
2012年、国事行為臨時代行として、信任状捧呈式に臨む皇太子徳仁

国事行為臨時代行（こくじこういりんじだいこう）とは、国事行為の臨時代行に関する法律により国事行為を代行する皇族のこと、あるいは当該皇族が用いる職名のことである。

## 法の根拠
国事行為の臨時代行に関する法律1条および2条1項を参照。
日本国憲法4条2項に根拠が、国事行為の臨時代行に関する法律（1964年5月20日施行）に詳細がそれぞれ定められている。
憲法4条2項には「法律で定めるところにより国事行為を委任できる」旨の文言があったものの、この代行法制定まではその「委任実施のための法律」がなかったため事実上死文化していた。摂政については1947年5月3日施行の日本国憲法5条および現皇室典範16条に定めがあるものの、短期的代行を天皇が発令することはできなかった。この代行法の不存在がどの程度影響したかは明確でないが、昭和天皇は日本国憲法施行から代行法制定までの間、（短期的代行を要することとなる）海外訪問を全くしていない。

## 委任
天皇が未成年又は重篤な疾患等である場合に置かれる摂政が、天皇の人事不省等を想定して（天皇の意思にかかわらず）皇室会議の議により決定されるのに対し、国事行為臨時代行の制度は天皇にその発令意思（最低限度の意識）があることが前提となっているため、条文上の委任元（発令者）も天皇自身となっており、委任に際して内閣の助言と承認は当然必要となるものの皇室会議の議を経ることは手続要件とされておらず、摂政のように皇室会議等で（天皇に無断で一方的に）決定・発令することはできない。
委任の対象者は一部の皇族に限られ、その具体的な範囲及び委任順序（順位）は、国事行為の臨時代行に関する法律により、摂政設置の場合（皇室典範第17条）と同じと規定されている。

1. 皇太子、皇太孫
2. 親王及び王
3. 皇后
4. 皇太后
5. 太皇太后
6. 内親王及び女王

## 現在の委任対象者
| 順位                                                                                 |  | 名・身位              | 生年月日                           | 性別 | 備考                                       | 皇位継承 順位 |
| ------------------------------------------------------------------------------------ |  | --------------------- | ---------------------------------- | ---- | ------------------------------------------ | ------------- |
| 1                                                                                    |  | 秋篠宮文仁親王 (皇嗣) | 1965年（昭和40年）11月30日（59歳） | 男性 | 皇室典範第17条1項1号 「皇太子」（皇嗣）    | 1             |
| 2                                                                                    |  | 悠仁親王              | 2006年（平成18年）9月6日（18歳）   | 男性 | 皇室典範第17条1項2号 「親王及び王」        | 2             |
| 3                                                                                    |  | 常陸宮正仁親王        | 1935年（昭和10年）11月28日（89歳） | 男性 | 皇室典範第17条1項2号 「親王及び王」        | 3             |
| 4                                                                                    |  | 皇后雅子              | 1963年（昭和38年）12月9日（61歳）  | 女性 | 皇室典範第17条1項3号 「皇后」              | －            |
| 5                                                                                    |  | 上皇后美智子          | 1934年（昭和9年）10月20日（90歳）  | 女性 | 皇室典範第17条1項4号 「皇太后」（上皇后 ） | －            |
| 6                                                                                    |  | 愛子内親王            | 2001年（平成13年）12月1日（23歳）  | 女性 | 皇室典範第17条1項6号 「内親王及び女王」    | －            |
| 7                                                                                    |  | 佳子内親王            | 1994年（平成6年）12月29日（30歳）  | 女性 | 皇室典範第17条1項6号 「内親王及び女王」    | －            |
| 8                                                                                    |  | 彬子女王              | 1981年（昭和56年）12月20日（43歳） | 女性 | 皇室典範第17条1項6号 「内親王及び女王」    | －            |
| 9                                                                                    |  | 瑶子女王              | 1983年（昭和58年）10月25日（41歳） | 女性 | 皇室典範第17条1項6号 「内親王及び女王」    | －            |
| 10                                                                                   |  | 承子女王              | 1986年（昭和61年）3月8日（39歳）   | 女性 | 皇室典範第17条1項6号 「内親王及び女王」    | －            |
| - 上皇である明仁は皇室典範特例法の規定により、摂政就任資格は有しない。 脚注 1. 2. 3. |  |                       |                                    |      |                                            |               |

## 代行する行為の対象
国事行為臨時代行は摂政とは異なり国事行為のみの代行であり、内閣の助言と承認により、指定された国事行為のみを代行する（ただし、指定の仕方によっては包括的に代行することも可能）。

## 委任の解除と終了
委任を受けた皇族が臨時代行をしている状態が解消される形態としては、「委任の解除」と「委任の終了」がある。「委任の解除」は委任発令者である天皇による能動的な委任解消を指し、具体的には天皇の遂行不能状態の解消（快復）・代行者の疾病等による委任先変更等が該当する。「委任の終了」は天皇の意図によらない（外的要因による）委任状態の自然終了を指し、具体的には皇位継承・摂政設置・代行者（皇族）の皇籍離脱が該当する。

## 内閣による公示
委任及び委任の解除が生じた場合、内閣はその旨を官報に公示する（法令形式としては内閣告示）。委任の終了の場合はその要因（皇位継承・摂政設置・代行者皇籍離脱）のいずれもが元々官報に告示されるものであるため、委任の終了自体は公示を要しない。

## 署名と表記

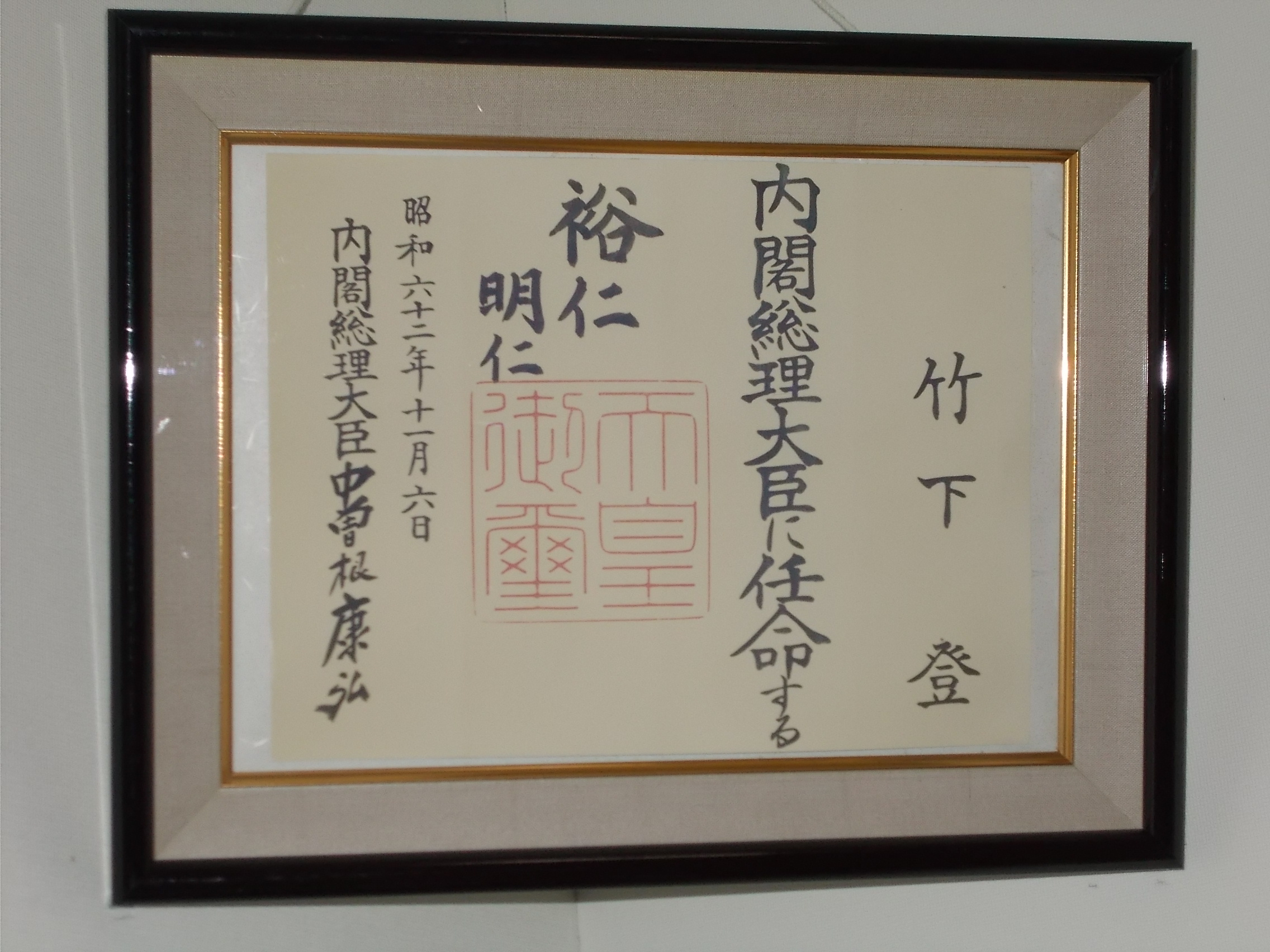
昭和天皇の国事行為臨時代行に伴い、皇太子明仁の御名御璽により発せられた内閣総理大臣の任命の官記

天皇が法律・政令・条約の公布文に署名（縦書き。以下同じ）する場合は、原本には所定の位置に天皇の名（御名）が毛筆で（明仁天皇の例では「明仁」と）書かれるが、それが官報に公布（掲載）される際には（「貴人の諱を禁忌とする」慣例から）そのまま「明仁」とは活字印刷されず「御名」という2文字に置き換えられる。一方、摂政及び国事行為臨時代行が署名する場合は、まず原本の所定の位置に天皇の御名を代筆し、その左横のしかも字頭を1文字程度下げた位置に当該摂政等の名（皇太子徳仁親王の例では「徳仁」）を添え書きするが、官報掲載では「御名」の置換表記の左行の字頭1字下げた位置に「摂政名」又は「国事行為臨時代行名」という置換表記がなされることとなっている（原本には「摂政」も「国事行為臨時代行」も明記されないことに注意）。
署名については摂政及び国事行為臨時代行の名も墨書されるが、璽（印章）については両者独自のものはなく天皇御璽を押すのみとなる。
国事行為臨時代行の制度を定めた法令の条文では「国事行為の臨時代行」、「国事に関する行為の委任による臨時代行」のように助詞等を含んだ状態でしか登場せず、その他の各種法令の原本にも代行者（皇族）の実名は書かれても漢語的な「国事行為臨時代行」の文字は登場しないことを考えると、当該助詞なし表記を正式な職名と扱うことの妥当性については厳密には法的根拠がないとも言い得るが、一方で官報掲載時の置換表記の公的な性格からすれば、国会及び内閣ではこの助詞なし漢語的表記を正式な職名とみなしているものと考えられる。
なお、政府（宮内庁）は、1988年12月16日官報掲載の「昭和六十四年新年祝賀の儀を行われる件」（昭和63年宮内庁告示第7号）において「天皇陛下に代わり、国事行為臨時代行殿下は、宮中において次のように祝賀をお受けになる。」との表現を用いている。これは、「実際に天皇の代理行為を担う」摂政・国事行為臨時代行の呼称を「担っていない」皇太子等の呼称よりも優先させる慣例（例:皇太子が摂政となった場合、公式には摂政（宮）殿下又は摂政皇太子殿下とは呼ぶが単なる皇太子殿下は身位としては用いるが職位としては用いない）に沿ったものである。

## 国事に関する行為の委任の一覧
| 委任年月日                 | 委任年月日     | 委任年月日 | 委任を受けた皇族 | 委任の理由                         | 委任の期間   | 委任された事項                                            | 解除（終了）年月日   | 解除（終了）の理由           | 備考                                                                                       |
| -------------------------- | -------------- | ---------- | ---------------- | ---------------------------------- | ------------ | --------------------------------------------------------- | -------------------- | ---------------------------- | ------------------------------------------------------------------------------------------ |
| 昭 和 天 皇 に よ る 委 任 | 1971年9月25日  | 同月27日   | 皇太子明仁親王   | 外国旅行                           | 外国旅行の間 | 全般                                                      | 1971年10月14日       | 帰国                         | ベルギー国、英国及びドイツ連邦共和国 （デンマーク国、フランス国、 オランダ国及びスイス国） |
| 昭 和 天 皇 に よ る 委 任 | 1975年9月29日  | 同月30日   | 皇太子明仁親王   | 外国旅行                           | 外国旅行の間 | 全般                                                      | 1975年10月14日       | 帰国                         | アメリカ合衆国                                                                             |
| 昭 和 天 皇 に よ る 委 任 | 1987年9月22日  | 同日       | 皇太子明仁親王   | 病気療養                           | 当分の間     | 全般                                                      | 1987年10月3日        | 皇太子明仁親王 外国旅行      |                                                                                            |
| 昭 和 天 皇 に よ る 委 任 | 1987年10月3日  | 同日       | 徳仁親王         | 病気療養中 皇太子明仁親王 外国旅行 | 当分の間     | 全般                                                      | 1987年10月10日       | 皇太子明仁親王 帰国          | 皇太子訪問先:アメリカ合衆国                                                                |
| 昭 和 天 皇 に よ る 委 任 | 1987年10月10日 | 同日       | 皇太子明仁親王   | 病気療養中 皇太子明仁親王 帰国     | 当分の間     | 全般（憲法第7条第5号から 第9号までに規定する 行為を除く） | 1987年12月15日       | 病気快復の状況 にかんがみ    | 第110回第111回国会を召集 竹下登を第74代内閣総理大臣に任命                                  |
| 昭 和 天 皇 に よ る 委 任 | 1987年10月10日 | 同日       | 皇太子明仁親王   | 病気療養中 皇太子明仁親王 帰国     | 当分の間     | 憲法第7条第5号から 第9号までに規定する行為                | 1989年1月7日（終了） | 崩御 皇太子明仁親王 皇位継承 |                                                                                            |
| 昭 和 天 皇 に よ る 委 任 | 1988年9月22日  | 同日       | 皇太子明仁親王   | 病気療養の状況 にかんがみ          | 当分の間     | 全般（憲法第7条第5号から 第9号までに規定する 行為を除く） | 1989年1月7日（終了） | 崩御 皇太子明仁親王 皇位継承 | 第114回国会を召集                                                                          |
| 明 仁 に よ る 委 任       | 1991年9月25日  | 同月26日   | 皇太子徳仁親王   | 外国旅行                           | 外国旅行の間 | 全般                                                      | 1991年10月6日        | 帰国                         | タイ国、マレイシア国及びインドネシア国                                                     |
| 明 仁 に よ る 委 任       | 1992年10月22日 | 同月23日   | 皇太子徳仁親王   | 外国旅行                           | 外国旅行の間 | 全般                                                      | 1992年10月28日       | 帰国                         | 中華人民共和国                                                                             |
| 明 仁 に よ る 委 任       | 1993年8月5日   | 同月6日    | 皇太子徳仁親王   | 外国旅行                           | 外国旅行の間 | 全般                                                      | 1993年8月9日         | 帰国                         | ベルギー国 ※故・国王ボードワン一世 の国葬参列のため                                        |
| 明 仁 に よ る 委 任       | 1993年9月2日   | 同月3日    | 皇太子徳仁親王   | 外国旅行                           | 外国旅行の間 | 全般                                                      | 1993年9月19日        | 帰国                         | イタリア国、ベルギー国及びドイツ国（バチカン市国）                                         |
| 明 仁 に よ る 委 任       | 1994年6月9日   | 同月10日   | 皇太子徳仁親王   | 外国旅行                           | 外国旅行の間 | 全般                                                      | 1994年6月26日        | 帰国                         | アメリカ合衆国                                                                             |
| 明 仁 に よ る 委 任       | 1994年9月30日  | 10月2日    | 皇太子徳仁親王   | 外国旅行                           | 外国旅行の間 | 全般                                                      | 1994年10月14日       | 帰国                         | フランス国及びスペイン国（ドイツ国）                                                       |
| 明 仁 に よ る 委 任       | 1997年5月29日  | 同月30日   | 皇太子徳仁親王   | 外国旅行                           | 外国旅行の間 | 全般                                                      | 1997年6月13日        | 帰国                         | ブラジル国及びアルゼンティン国 （ルクセンブルグ国及び米国）                                |
| 明 仁 に よ る 委 任       | 1998年5月22日  | 同月23日   | 皇太子徳仁親王   | 外国旅行                           | 外国旅行の間 | 全般                                                      | 1998年6月5日         | 帰国                         | 英国及びデンマーク国（ポルトガル国）                                                       |
| 明 仁 に よ る 委 任       | 2000年5月19日  | 同月20日   | 皇太子徳仁親王   | 外国旅行                           | 外国旅行の間 | 全般                                                      | 2000年6月1日         | 帰国                         | オランダ国及びスウェーデン国 （スイス国及びフィンランド国）                                |
| 明 仁 に よ る 委 任       | 2002年7月5日   | 同月6日    | 皇太子徳仁親王   | 外国旅行                           | 外国旅行の間 | 全般                                                      | 2002年7月20日        | 帰国                         | ポーランド国及びハンガリー国 （チェッコ国及びオーストリア国）                              |
| 明 仁 に よ る 委 任       | 2003年1月16日  | 同日       | 皇太子徳仁親王   | 病気療養                           | 当分の間     | 全般                                                      | 2003年2月18日        | 病気快復の状況 にかんがみ    |                                                                                            |
| 明 仁 に よ る 委 任       | 2005年5月6日   | 同月7日    | 皇太子徳仁親王   | 外国旅行                           | 外国旅行の間 | 全般                                                      | 2005年5月14日        | 帰国                         | ノルウェー国（アイルランド国）                                                             |
| 明 仁 に よ る 委 任       | 2005年6月24日  | 同月27日   | 皇太子徳仁親王   | 外国旅行                           | 外国旅行の間 | 全般                                                      | 2005年6月28日        | 帰国                         | アメリカ合衆国自治領 北マリアナ諸島サイパン島                                              |
| 明 仁 に よ る 委 任       | 2006年6月7日   | 同月8日    | 皇太子徳仁親王   | 外国旅行                           | 外国旅行の間 | 全般                                                      | 2006年6月15日        | 帰国                         | シンガポール国及びタイ国（マレーシア国）                                                   |
| 明 仁 に よ る 委 任       | 2007年5月18日  | 同月21日   | 皇太子徳仁親王   | 外国旅行                           | 外国旅行の間 | 全般                                                      | 2007年5月30日        | 帰国                         | スウェーデン国、エストニア国、ラトビア国、 リトアニア国及び英国                            |
| 明 仁 に よ る 委 任       | 2009年7月2日   | 同月3日    | 皇太子徳仁親王   | 外国旅行                           | 外国旅行の間 | 全般                                                      | 2009年7月17日        | 帰国                         | カナダ国及びアメリカ合衆国                                                                 |
| 明 仁 に よ る 委 任       | 2011年11月7日  | 同日       | 皇太子徳仁親王   | 病気療養                           | 当分の間     | 全般                                                      | 2011年12月6日        | 病気快復の 状況に鑑み        |                                                                                            |
| 明 仁 に よ る 委 任       | 2012年2月16日  | 同月17日   | 皇太子徳仁親王   | 病気療養                           | 当分の間     | 全般                                                      | 2012年4月10日        | 病気快復の 状況に鑑み        |                                                                                            |
| 明 仁 に よ る 委 任       | 2012年5月15日  | 同月16日   | 皇太子徳仁親王   | 外国旅行                           | 外国旅行の間 | 全般                                                      | 2012年5月20日        | 帰国                         | 英国                                                                                       |
| 明 仁 に よ る 委 任       | 2013年11月29日 | 同月30日   | 皇太子徳仁親王   | 外国旅行                           | 外国旅行の間 | 全般                                                      | 2013年12月6日        | 帰国                         | インド国                                                                                   |
| 明 仁 に よ る 委 任       | 2015年4月7日   | 同月8日    | 皇太子徳仁親王   | 外国旅行                           | 外国旅行の間 | 全般                                                      | 2015年4月9日         | 帰国                         | パラオ国                                                                                   |
| 明 仁 に よ る 委 任       | 2016年1月25日  | 同月26日   | 皇太子徳仁親王   | 外国旅行                           | 外国旅行の間 | 全般                                                      | 2016年1月30日        | 帰国                         | フィリピン国                                                                               |
| 明 仁 に よ る 委 任       | 2017年2月27日  | 同月28日   | 皇太子徳仁親王   | 外国旅行                           | 外国旅行の間 | 全般                                                      | 2017年3月6日         | 帰国                         | ベトナム国（タイ国）                                                                       |
| 徳 仁 に よ る 委 任       | 2022年9月16日  | 同月17日   | 皇嗣文仁親王     | 外国訪問                           | 外国訪問の間 | 全般                                                      | 2022年9月20日        | 帰国                         | 英国                                                                                       |
| 徳 仁 に よ る 委 任       | 2023年6月16日  | 同月17日   | 皇嗣文仁親王     | 外国旅行                           | 外国旅行の間 | 全般                                                      | 2023年6月23日        | 帰国                         | インドネシア国                                                                             |
| 徳 仁 に よ る 委 任       | 2024年6月21日  | 同月22日   | 皇嗣文仁親王     | 外国訪問                           | 外国訪問の間 | 全般                                                      | 2024年6月29日        | 帰国                         | 英国                                                                                       |
| 徳 仁 に よ る 委 任       | 2025年7月4日   | 同月6日    | 皇嗣文仁親王     | 外国訪問                           | 外国訪問の間 | 全般                                                      | 継続中               |                              | モンゴル                                                                                   |

- 「委任年月日」左欄に記載の年月日は代行委任の内閣告示の官報掲載日。同右欄記載の期日（代行開始期日＝外国旅行出発日等）とは必ずしも一致しない（旅行の場合は出発数日前に告示されるのが慣例）。ただし、旅行に起因する委任の解除年月日については、帰国当日付けとなる。
- 「委任を受けた皇族」欄には、内閣告示に用いられた当時の身位を記載する。
- 委任又は解除の理由は、内閣告示では「外国御旅行」、「御帰国」、「御病気御療養（御快復）」のように敬意表現を用いているが、本表では「御」を外して記載する。なお、「鑑み（かんがみ）」については、常用漢字の改定により2010年11月30日以降に告示されたものから漢字表記となった。
- 「解除（終了）年月日」欄に記載の年月日に「（終了）」と付記のあるものは「委任の終了」を、付記のないものは「委任の解除」を表す。
- 1987年10月10日の委任については、後に一部解除があったためこの表記載の便宜上「委任された事項」欄では内容を二つに分けたが、実際の委任時は全般を一括委任している。
- 外国旅行の場合、渡航先の国名については代行委任の内閣告示には記載がなく（単に「外国御旅行」と書かれるのみ）、別途国名を公表するための宮内庁告示が（訪問・立寄り等の区別を明記して）発出される。備考欄には、当該宮内庁告示で公表された訪問（括弧内は訪問でなく立寄り）先の国名をその表記どおりに記載する。なお、※を付したベルギー国葬参列については、「御訪問」・「お立寄り」でなく宮内庁告示のほうでも「御旅行」と表記されている。

## 「国事行為臨時代行」以外の呼称
日本国憲法において明確に国事行為とされている行為以外の天皇の行為のうち、公的行為に当たるもの（国会開会式臨席など）における代行者の呼称については、名代（みょうだい） - 国会・官庁等における敬意表現では御名代（ごみょうだい） - が用いられる。
- 官報における使用例（日付等の漢数字は算用数字に置換）
  - 「皇太子明仁親王殿下は、天皇陛下の御名代として、同妃美智子殿下を御同伴の上、11月12日から12月9日までの間イラン、エティオピア、インド及びネパールの4国を御訪問になる。」 - 昭和35年11月4日付け官報本紙第10163号・皇室事項欄
  - 「11月26日正午東京都千代田区紀尾井町7番地聖イグナチオ教会において執行された故ジョン・エフ・ケネディ米国大統領の弔祭式に、天皇陛下御名代として皇太子明仁親王殿下を、皇后陛下御名代として皇太子妃美智子殿下を差し遣わされた。」 - 昭和38年11月28日付け官報本紙第11087号・皇室事項欄
  - 「第110国会の開会式は、11月6日天皇陛下の御名代皇太子明仁親王殿下の御臨席のもとに参議院議場において行われた。」 - 昭和62年11月7日付け官報本紙第18216号・国会事項欄
  - 「天皇陛下は、7月19日午後3時、第113回国会開会式に御名代として、皇太子明仁親王殿下を差し遣わされた。」 - 昭和63年7月21日付け官報本紙第18423号・皇室事項欄